# 圣地亚哥·德尔基
圣地亚哥·拉斐尔·路易斯·曼努埃尔·何塞·马里亚·德尔基·罗德里格斯（西班牙語：Santiago Rafael Luis Manuel José María Derqui Rodríguez；1809年6月21日—1867年11月5日）曾任阿根廷总统（1860年－1861年）。
德尔基就读于科尔多瓦国立大学，1831年获法律学位。在大学他是法律学教授，然后哲学和最后副教务长。1845年他与莫黛斯塔·加西亞·德·科西奧（Modesta Garcia de Cossio）结婚，育有有三个男孩和三个女孩。
他任科连特斯省何塞·马里亚·帕斯（José María Paz）政府的第一助理，后升为部长。胡斯托·何塞·德乌尔基萨任名他为商务主管并送他到巴拉圭出使外交商务使命。后任科连特斯省代理。1854年乌尔基萨任命他为司法部首脑，为乌尔基萨服务六年。
他任总统后接受了修改过的全国宪法，倾向布宜诺斯艾利斯的变动，并且改命名国家为阿根廷共和国。这导致帕翁战役（Battle of Pavón），1861年9月17日烏爾基薩指揮的阿根廷聯邦軍與巴托洛梅·米特雷省長率領的布宜諾斯艾利斯省軍隊在阿根廷聖大非省帕翁進行战争，德尔基无法维护当局只好辞职，留在蒙得维的亚。米特雷獲勝后，成立新的全國性政府，阿根廷內部歷時數十年的武裝衝突從此結束。
在流亡中巴托洛梅·米特雷帮他回到他妻子的科连特斯省。
| 前任： 胡斯托·何塞·德·乌尔基萨 | 阿根廷总统 1860年－1861年 | 繼任： 胡安·埃斯特万·佩德内拉 |